# Aderus rufinus
Aderus rufinus is een keversoort uit de familie schijnsnoerhalskevers (Aderidae). De wetenschappelijke naam van de soort werd in 1896 gepubliceerd door Léon Marc Herminie Fairmaire.